# Líbano en los Juegos Olímpicos de México 1968
Líbano estuvo representado en los Juegos Olímpicos de México 1968 por un total de 11 deportistas masculinos que compitieron en 6 deportes.
El equipo olímpico libanés no obtuvo ninguna medalla en estos Juegos.